# ليغو فرسان نكسو
ليغو: فرسان نكسو (بالإنجليزية: Lego :Nexo kinghts)‏ مسلسل رسوم متحركة أمريكي من إنتاج ليغو وبالتعاون مع كرتون نتورك بدأ عرضه في 13 ديسمبر سنة 2015 على قناة كرتون نتورك ومن ثم في 18 ديسمبر سنة 2015 على قناة كرتون نتورك بالعربية.

## القصة
يتحدث المسلسل عن مجموعة من الفرسان الأبطال : كلاي، أرون، مايسي، لانس وأكسل حين يتعلمون كيفية صون وتطبيق قانون الفرسان خلال محاولتهم لإنقاذ العالم من المهرج الشرير جيسترو ومع كتاب الوحوش.

## الشخصيات

### فرسان نكسو
- كلاي (صوت حسن مهدي في النسخة العربية) - شاب نبيل ويحب ان يدافع عن عالمه بكل قوته، تتجلى مخاوفه في عجزه عن إنقاذ العالم.
- أرون (صوت حسن المصري في النسخة العربية) - شاب محب للأجهزة الإلكترونية، يتمثل خوفه في ألا يفعل شيئا.
- ماسي (صوت ميرنا الحسيني في النسخة العربية)- أميرة المملكة رغم معارضتها لذلك، تخاف ماسي أن تبقى عاجزة عن إنقاذ العالم كما تكره أن تعامل كاميرة.
- لانس (صوت حسان حمدان في النسخة العربية)- شاب وسيم محبوب لدى الملايين بسبب وسامته، كما ينحدر من عائلة مشهورة، يخاف أن تختفي شهرته.
- أكسل (صوت سعد حمدان في النسخة العربية) - شاب ريفي يتميز بشهيته المفتوحة دائما، يقف عاجزا دوما حين يكون جائعاً.

### الشخصيات الداعمة
- روبن (صوت ميرنا الحسيني في النسخة العربية)
- إيفا (صوت رالين داغر في النسخة العربية)
- ميرلوك 2.0 (صوت فادي الرفاعي في النسخة العربية)
- الملك هالبرت (صوت فيصل أسطواني في النسخة العربية)
- الملكة هالبرت (صوت رالين داغر في النسخة العربية)
- هيرب هيربرتسون (صوت حسن المصري في النسخة العربية)

### الأشرار
- جيسترو (صوت شادي شمص في النسخة العربية)
- كتاب الوحوش (صوت فادي الرفاعي في النسخة العربية)

## الحلقات

### الموسم 1
| رقم المسلسل | رقم | اسم الحلقة            | تاريخ البث الولايات المتحدة | تاريخ البث الوطن العربي |
| ----------- | --- | --------------------- | --------------------------- | ----------------------- |
| 01          | 01  | كتاب الوحوش (الجزء 1) | 13 ديسمبر 2015              | 18 ديسمبر 2015          |
| 02          | 02  | كتاب الوحوش (الجزء 2) | 13 ديسمبر 2015              | 19 ديسمبر 2015          |
| 03          | 03  | قوة مارلوك            | 13 يناير 2016               | 01 مايو 2016            |
| 04          | 04  | رمز الفرسان           | 14 يناير 2016               | 02 مايو 2016            |
| 05          | 05  | مخاوف الفرسان         | 15 يناير 2016               | 08 مايو 2016            |
| 06          | 06  | القلعة الذهبية        | 03 مارس 2016                | 09 مايو 2016            |
| 07          | 07  | متاهة الذهول          | 10 مارس 2016                | 15 مايو 2016            |
| 08          | 08  | الفارس الأسود         | 17 مارس 2016                | 16 مايو 2016            |
| 09          | 09  | كتاب السوء الكلي      | 24 مارس 2016                | 22 مايو 2016            |
| 10          | 10  | الجبروت والسحر        | 24 مارس 2016                | 23 مايو 2016            |

### الموسم 2
| رقم المسلسل | رقم | اسم الحلقة         | تاريخ البث الولايات المتحدة | تاريخ البث الوطن العربي |
| ----------- | --- | ------------------ | --------------------------- | ----------------------- |
| 11          | 01  | العودة إلى المدرسة | 13 أغسطس 2016               | قريبا                   |
| 12          | 02  | الطمع شيء جيد      | 13 أغسطس 2016               | قريبا                   |
| 13          | 03  | كتاب الهواجس       | 13 أغسطس 2016               | قريبا                   |
| 14          | 04  | بطولة الملك        | 10 سبتمبر 2016              | قريبا                   |

## وصلات خارجية
- الموقع الرسمي
- ليغو فرسان نكسو على موقع IMDb (الإنجليزية)
- ليغو فرسان نكسو على موقع نتفليكس (الإنجليزية)
- ليغو فرسان نكسو على موقع كينوبويسك (الروسية)
- ليغو فرسان نكسو على موقع قاعدة بيانات الفيلم (الإنجليزية)